# Маузолеј Гале Плацидије
Маузолеј Гале Плацидије је римски маузолеј у Равени, у Италији. То је један од осам грађевина у Равени које су уписане на Листу светске баштине 1996. године. Као што су УНЕСКО-ови стручњаци образложили, „то је наранији и најбоље сачувани од свих споменичких мозаика, а истовремено уметнички најсавршенији“.
Грађен је од 425 до 430. Грађевина је дизајнирана у облику грчког крста с куполом потпуно обложеном мозаицима који представљају осморицу апостола и симболичке фигуре голубица које пију из посуде. Остала четворица апостола представљена су на своду супротног крака. Изнад врата је приказ Исуса Христа као Божјег Пастира, младог, голобрадог, с лепршавом косом, окруженог овцама. На супротној страни налази се лик који се интерпретира као приказ св. Лоренца. Танке, прозирне камене плоче пропуштају светлост у грађевину кроз прозоре.
Грађевина (бивши ораториј веће цркве Светог Крста) садржи три саркофага; највећи припада Гали Плацидији, чије је балзамовано тело постављено у седећи положај, одевена у царски огртач. Године 1577. садржај саркофага случајно је изгорио. Десни саркофаг се приписује цар Валентинијану III или брату Гале Плацидије, цару Хонорију, а леви супругу Гале Плацидије, цару Констанцију III.

## Галерија
- Основа Маузолеја Гале Плацидије
- Унутрашњост Маузолеја Гале Плацидије
- Купола Маузолеја Гале Плацидије
- Таванишни мозаик у Маузолеју Гале Плацидије
- Добри пастир - Маузолеј Гале Плацидије